# Jerzy Perzanowski
Jerzy Perzanowski (ur. 23 kwietnia 1943 w Aix-les-Bains, zm. 17 maja 2009 w Bydgoszczy) – polski filozof i logik, autor słowa kognitywistyka, które stało się oficjalnym polskim odpowiednikiem ang. cognitive science, aktywnie wspierający rozwój tej dyscypliny w Polsce, założyciel charytatywnej Fundacji Wspólnota Nadziei oraz Farmy Życia.

## Edukacja
Perzanowski odbył studia filozoficzne pod kierunkiem prof. Romana Ingardena i prof. Izydory Dąmbskiej, które zakończył pracą magisterską pt. „Filozoficzne uwagi o pojęciu zbioru” (promotorem tej pracy był prof. Kazimierz Pasenkiewicz). Studiował również matematykę. Wśród jego wykładowców byli m.in. prof. Stanisław Gołąb, prof. Mirosław Krzyżański, prof. Stanisław Łojasiewicz, prof. Zdzisław Opial, czy prof. Jacek Szarski. Studia te zakończył pracą magisterką pt. „Elementarny dowód twierdzenia Brouwera o rozcinaniu”, napisaną pod kierunkiem prof. Andrzeja Lasoty.
Otrzymał tytuł doktora nauk humanistycznych w zakresie filozofii w 1973 (na Uniwersytecie Jagiellońskim), po obronie pracy pt. „The Deduction Theorems for the Modal Propositional Calculi Formalized After the Manner of Lemmon”, napisanej pod kierunkiem prof. Kazimierza Pasenkiewicza. Stopień doktora habilitowanego z zakresu filozofii i logiki zdobył na podstawie rozprawy pt. „Logiki modalne a filozofia”. 7 czerwca 1995 wręczono mu nominację na tytuł profesora.

## Praca akademicka
Perzanowski wykonywał znaczną część swej pracy uniwersyteckiej na Uniwersytecie Jagiellońskim. Szefował również (w latach 1992–2003) Katedrze Logiki na Uniwersytecie Mikołaja Kopernika w Toruniu, a potem (w latach 2006–2009) Katedrze Logiki w Wyższej Szkole Filozoficzno-Pedagogicznej „Ignatianum” w Krakowie. Wykładał czasowo również na Uniwersytecie Humanistyczno-Przyrodniczym Jana Kochanowskiego w Kielcach oraz na Uniwersytecie Rzeszowskim.
Perzanowski był członkiem następujących stowarzyszeń: Polskie Towarzystwo Filozoficzne, Komitet Nauk Filozoficznych PAN, Polskie Towarzystwo Semiotyczne, Polskie Towarzystwo Logiki i Filozofii Nauki, Towarzystwo im. L. Wittgensteina, Polskie Towarzystwo Kognitywistyczne, Association for Symbolic Logic, American Metaphysical Society, Society for Advancement of American Philosophy, Gesellschaft für Analytische Philosophie, European Society for Analytic Philosophy, Society for Exact Philosophy, Philosophia Scientifica, Association for the Foundations of Science.
Jerzy Perzanowski był także członkiem komitetów naukowych następujących pism: Reports on Mathematical Logic, Logic and Logical Philosophy, Studia Logica, Filozofia Nauki, Euro-pean Yearbook of Philosophy, Axiomathes, Logical Analysis and History of Philosophy, Western Philosophy Series, Metaphysica, Kognitywistyka i media w edukacji, Principia, Roczniki Filozoficzne TN KUL, Polish Philosophical Review, Logique et Analyse, Polish Journal of Philosophy.

### Praca dydaktyczna za granicą
Jego praca naukowa znana była również za granicą. Wykładał między innym w Cambridge University (1985), Universität Salzburg (1990) Universidade Federal da Paraiba w Brazylii (1991) oraz w Internationale Akademie für Philosophie im Fürstentum Liechtenstein (1992).

### Praca badawcza
Perzanowski był twórcą wielu idei. Mowa tu choćby o psychoontologii, protofizyce, czy ontologice. Ontologii Profesor Perzanowski poświęcił gros swych prac. Idąc tropem Platona, św. Anzelma, Kartezjusza, Leibniza, Kanta, Fregego, Wittgensteina, Russella i Ingardena, w serii prac z ostatniego ćwierćwiecza rozwinął ontologię kombinacyjną wraz z ogólną teorią modalności oraz ze sprzężoną semantyką kombinacyjną dla nich. W ontologii porządkowej wprowadził i zbadał ontologię lokacyjną. Z teologiki na szczególną uwagę zasługuje zaś dowód Perzanowskiego twierdzenia Augustyna–Anzelma–Leibniza, że byt najdoskonalszy jest, wraz z pochodną teorii melioracji ontologicznej.
Należy też wspomnieć o pracach z zakresu logiki modalnej, w szczególności o jego ogólnym twierdzeniu o dedukcji oraz o topografii logik modalnych. A także o fundamentalnych pracach z logiki parakonsystentnej oraz logik Prawdy i Fałszu.

## Działalność społeczna
Pośród szerokiej działalności publicznej Perzanowskiego na plan pierwszy wysuwa się jego aktywność jako członka Komisji Zakładowej „Solidarności” w latach 1980–1991, również członka jej Prezydium oraz delegata Solidarności UJ do OKPN. Perzanowski brał czynny udział w walkach o wolną Polskę, broniąc m.in. barykad na terenie Nowej Huty. Za swoją działalność naukową i społeczną był wielokrotnie odznaczany i nagradzany. Otrzymał Złoty Krzyż Zasługi i Krzyż Kawalerski Orderu Odrodzenia Polski.
Perzanowski był ponadto założycielem i donatorem Fundacji Wspólnota Nadziei oraz Farmy Życia – pierwszej w Europie Środkowo-Wschodniej inicjatywy mającej na celu rehabilitację osób z autyzmem. Angażował się w szereg innych inicjatyw, których celem była pomoc ludziom ubogim.

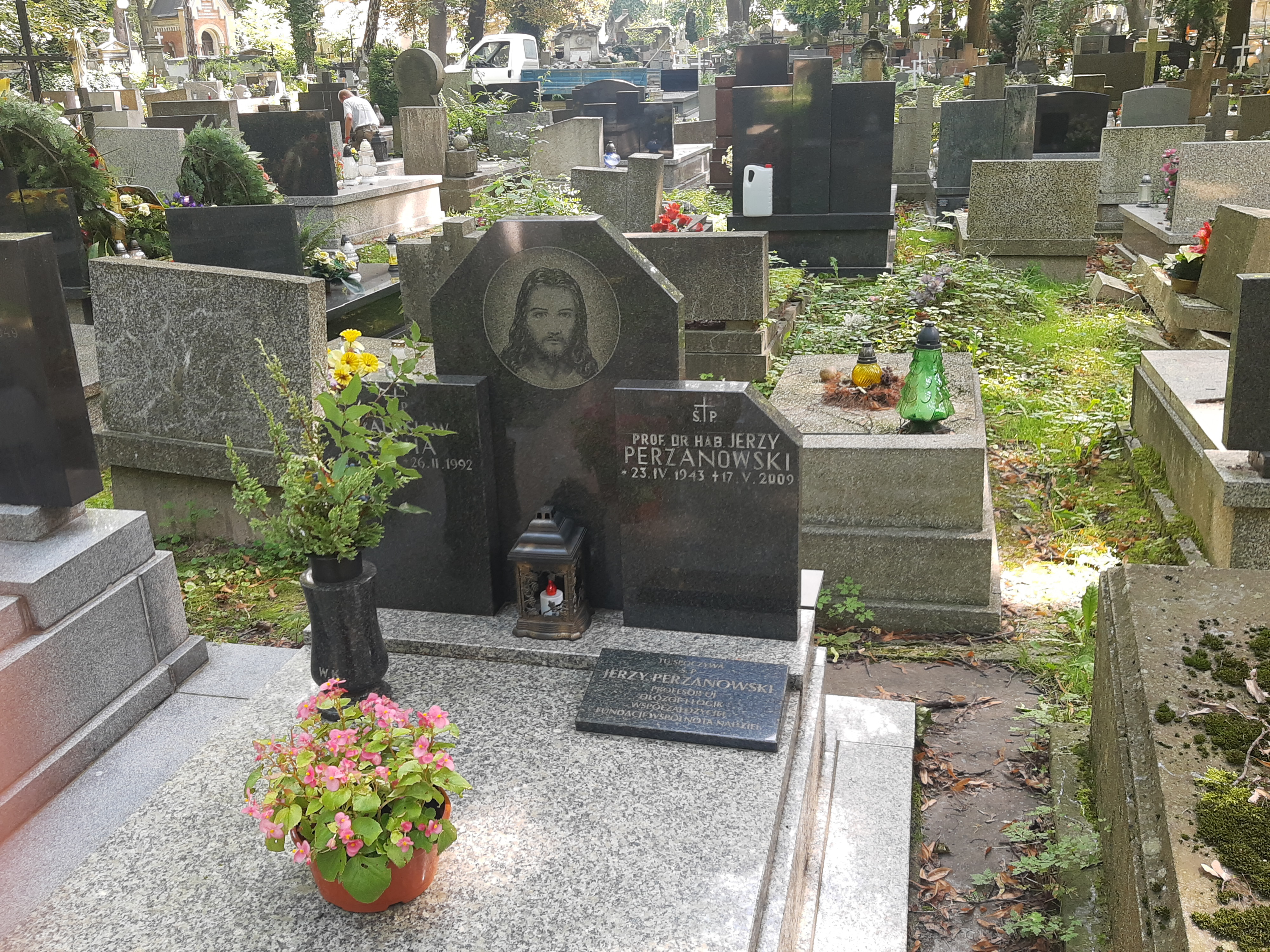
Grób prof. Jerzego Perzanowskiego na cmentarzu Rakowickim

Pochowany na cmentarzu Rakowickim w Krakowie (kwatera N-zach.-23).

## Publikacje

### Książki

#### Książki autorskie
- Logiki modalne a filozofia, WUJ, Kraków, 1989, s. 159.

#### Książki autorskie wydane pośmiertnie
- Art of Philosophy, a selection of Jerzy Perzanowski's Works, edited by Janusz Sytnik-Czetwertyński, Frankfurt: Ontos Verlag 2011.
- Droga prawdy, przełożył z języka angielskiego, zredagował i przedmową opatrzył Janusz Sytnik-Czetwertyński, WUJ, Kraków 2012.
- Rozprawa ontologiczna i inne eseje, zredagował i przedmową opatrzył Janusz Sytnik-Czetwertyński, Wydawnictwo Adam Marszałek, Toruń 2015.

### Redakcja

#### Redakcja naukowa książek
- Essays on Philosophy and Logic, Wyd. Uniwersytetu Jagiellońskiego, Kraków, 1987, s. 217. Redaktor i współautor.
- Logika a filozofia, numer specjalny Studiów Filozoficznych, nr 6/7 (271/72), PWN, Warszawa, 1988, s. 316. Współredaktor i współautor
- Jak filozofować ?, PWN, Warszawa 1989, s. 400. Redaktor i współautor.
- Myśląc o filozofii, Znak-Idee, 4, Kraków, 1991, s. 108. Współredaktor i współautor.
- Filozofia/Logika: Filozofia logiczna, 1994, Wyd. UMK, Toruń 1995, s. 336. Współredaktor i współautor.
- G.W. Leibniz: Pisma z teologii mistycznej, Wyd. Znak, Kraków, 1994, s. 377. Współwydawca i współautor.
- Byt, Logos, Matematyka. FLFL 1995., Wyd. UMK, Toruń 1997, s. 408. Współredaktor.
- Logika i filozofia logiczna, FLFL 1996 – 98, Wyd. UMK, Toruń, 2000, s. 499. Współredaktor i współautor.
- Izydora Dąmbska (1904 – 1983), Wyd. PAU, Kraków,Seria "Ludzie Nauki", nr 5, 2001 r., s. 146. Redaktor i współautor.
- Od teorii literatury do ontologii świata, Wyd. UMK, Toruń 2003, s. 403. Współredaktor i współautor.
- Rozum – serce – smak : pamięci profesor Izydory Dąmbskiej (1904-1983), (redaktor naukowy), WAM, Kraków 2009 (wydanie pośmiertne).

#### Redakcja tekstów
- Izydora Dąmbska: Problem śmierci w kulturze chrześcijańskiej, Znak, 374, 1986 nr 1, 50 – 71
- Kazimierz Pasenkiewicz: Ze wspomnień kijowskich, Pismo literacko – artystyczne, 1987, nr 11/12, 4 – 30
- Izydora Dąmbska: O dwoistości w aspekcie bytu i poznania i o tendencji do przezwyciężania tej dwoistości jako podstawie kierunków i stanowisk filozoficznych, [w:] J. Perzanowski, red.: Jak filozofować?, PWN, Warszawa, 1989, 13 – 21
- Kazimierz Pasenkiewicz: Jak zostałem socjalistą?, Zdanie, 1996, nr 4/5, (110/111), 76 – 79
- Roman Ingarden: Sprawozdanie z działalności w Uniwersytecie Jagiellońskim i wspomnienie z tego okresu, Kwartalnik Filozoficzny, t. XXVII, nr 2, 1999, ss. 216 – 228.
- J.M. Bocheński, O. P.: Rady Starago Filozofa (wraz z Komentarzem), [w:] Logika i filozofia logiczna. FLFL 1996 – 98, Toruń, 2000, s.8-9.
- Stanisław Jaśkowski: A Propositional Calculus for Inconsistent Deductive Systems (New Critical English Edition with Notes), LLP, 7, 1999, 35 – 54 (opublikowano / appeared in 2001)
- Stanisław Jaśkowski: On the Discussive Conjunction in the Propositional Calculus for Inconsistent Deductive Systems, (The first English translation with Editorial Notes), LLP, 7, 1999, 57 – 58 (opublikowano / appeared in 2001)
- Kazimierz Pasenkiewicz: Rozmyślania o wartościach społeczno – politycznych, Koniec wieku, 	17/18, 2001/2002, 34 – 51

### Wybrane artykuły i noty
- Rozwój Cantorowskiej definicji zbioru, RF, 26, 1968, 227 – 230
- Z genezy programu Hilberta, PL, 5, 1970, 39 – 41
- Dąmbska (1904-1983), SL, 42, 1983, 379 – 381
- Some ontological and semantical puzzles of Wittgenstein's Tractatus, w: R. Haller, ed. Aesthetics, Proceedings of the 8th International Wittgenstein Symposium, 15th – 21st August 1983, Kirchberg am Wechsel, Verlag Hölder-Pichler-Tempsky, Wien, 1984, 224 – 230
- Byt, SF, 1988, 6/7 (271/72), 63 – 85
- Jak filozofować?, Przedmowa do: Jak filozofować?, PWN, Warszawa 1989, s. 5 – 12
- Logiki modalne a filozofia, ibid., s. 262 – 346
- Ontological Arguments II – Cartesian and Leibnizian, ibid., 625 – 633
- Teofilozofia Leibniza, ibid., 243 – 351
- Towards Psychontology, w: R, Casati & G. White eds., Philosophy and the Cognitive Sciences. Proceedings of the 16th International Wittgenstein Symposium, 15th – 21st August 1993, Kirchberg am Wechsel, Verlag Hölder-Pichler-Tempsky, Wien, 1994, 287 – 296
- Reasons and Causes, w: J. Faye, U. Scheffler & M. Urchs, eds., Logic and Causal Reasoning, Akademie Verlag, Berlin, 1994, 169 – 189
- The Way of Truth, w: R. Poli & P. Simons eds., Formal – Ontology, Kluwer Academic 	Publishers, Dordrecht-Boston-London, 1996, 61 – 130
- "Byt, Logos, Matematyka", przedmowa do: Byt, Logos, Matematyka. FLFL 1995., Wyd. UMK, 	Toruń 1997, s. 7 – 8.
- Preface to Parainconsistency, Parts I – III, LLP, 7, 1999, 5 – 6 (opubliko¬wana/appeared: 2001)
- Wymiary serca, Kwartalnik Filozoficzny, Tom XXXVI, 2009.
- Bóg jest albo nie jest, Kwartalnik Filozoficzny, Tom XXXVII, 2009, 7-14.